# Fiat Sedici
Fiat Sedici är en mindre SUV-inspirerad Crossover utility vehicle-modell av Fiat som introducerades 2006 på Genèvesalongen. Sedici är italienska och betyder 16, vilket syftar till att fyrhjulsdrivna bilar brukar betecknas som "4x4". Modellen finns för övrigt både med fram - och fyrhjulsdrift. Sedici byggs i Ungern och utvecklades i samarbete med Suzuki, som har en näst intill identisk modell (Suzuki SX4). Under vinter-OS i Turin (som är Fiats hemstad) var modellen Official Car. 
Sedici importerades initialt inte till Sverige. Från hösten 2012 säljs Sedici på den svenska marknaden.

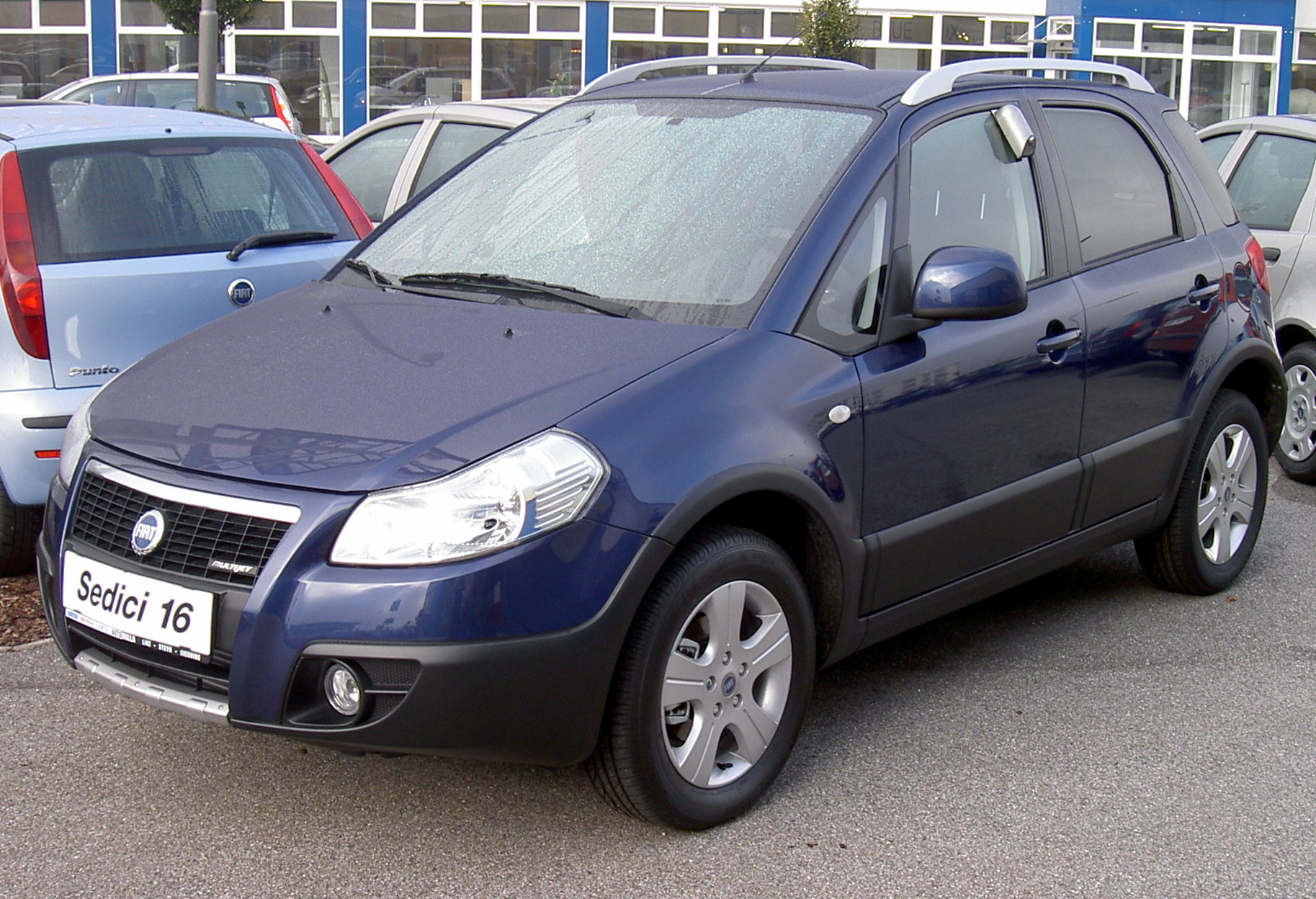
Fiat Sedici 2006
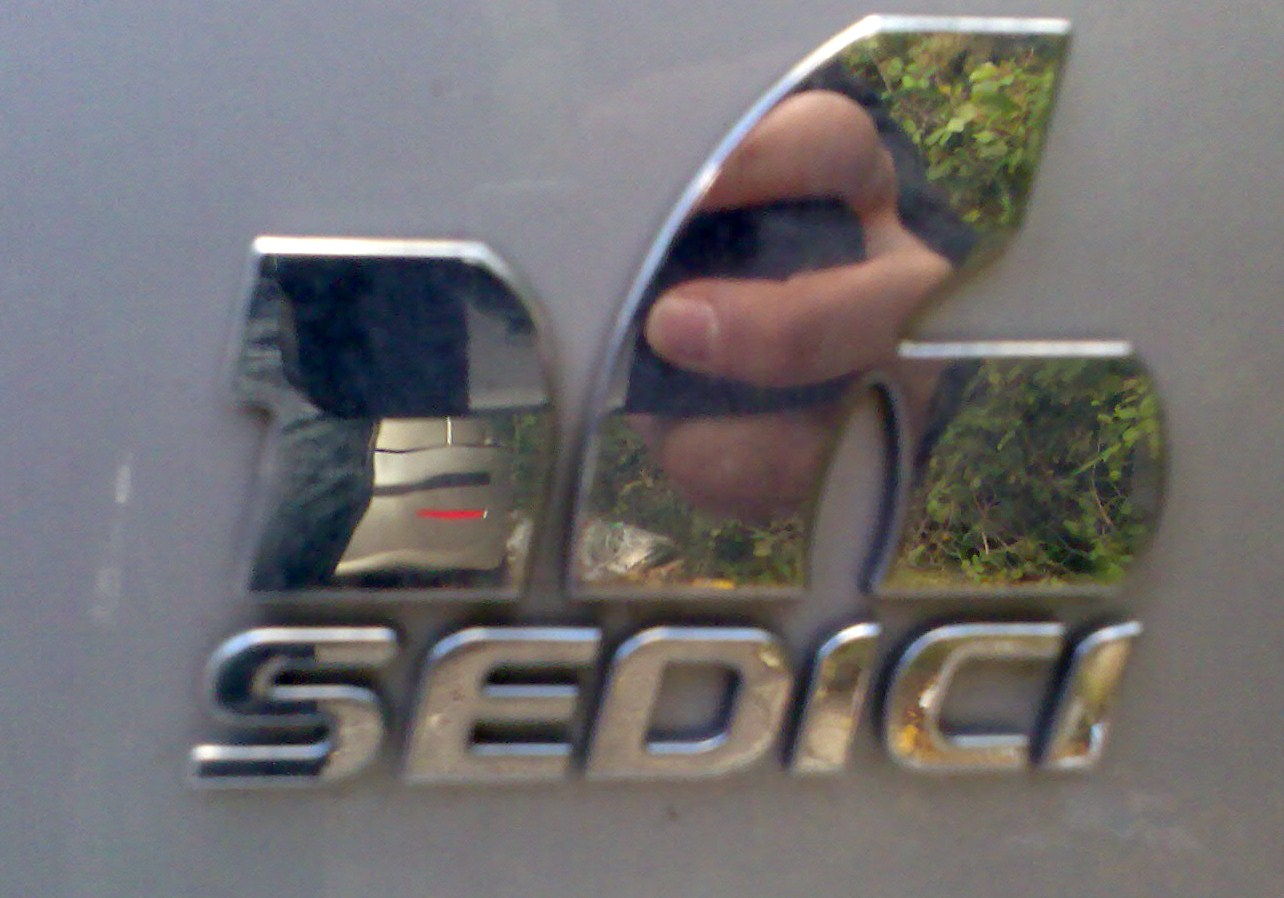
Beteckning
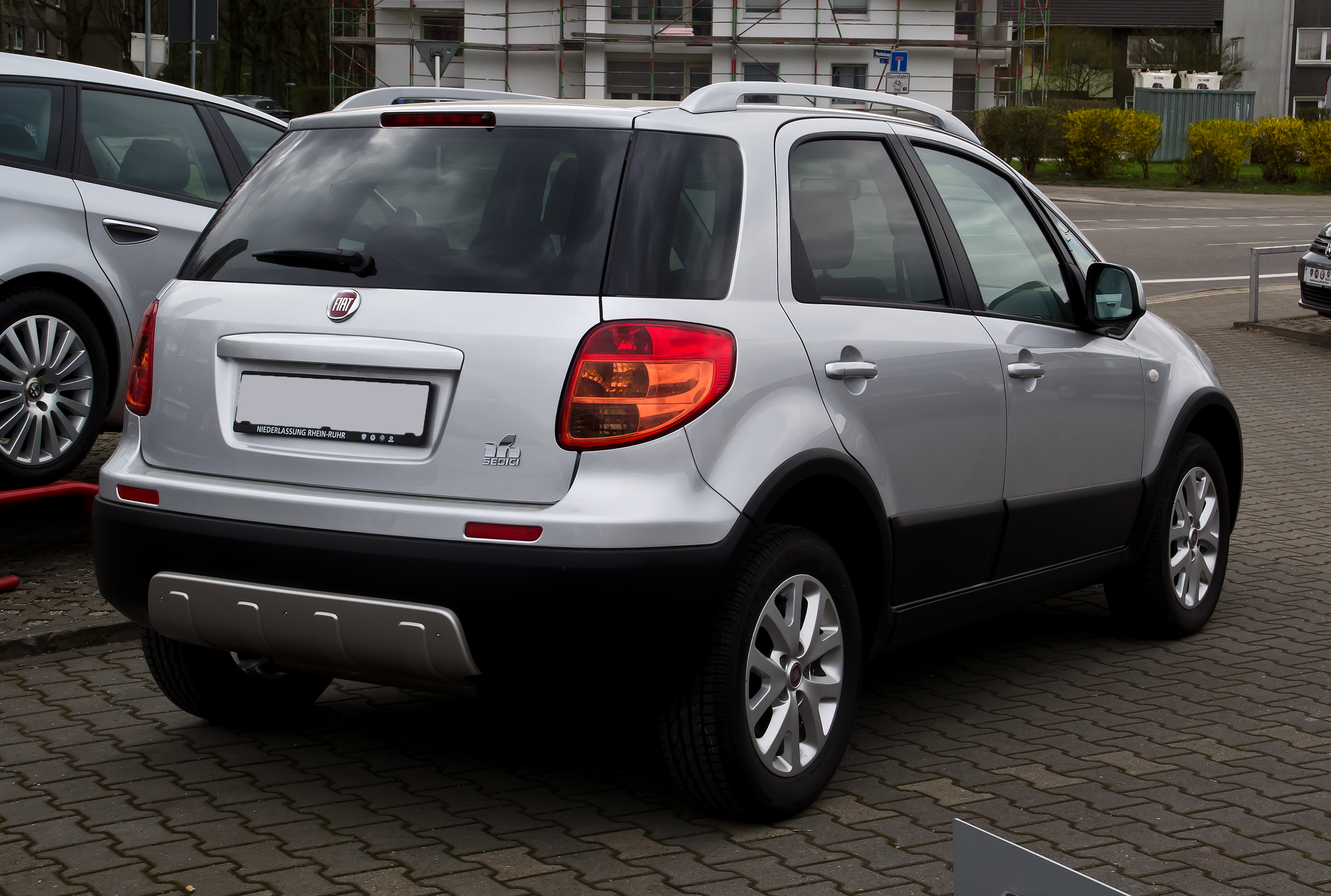
Fiat Sedici 2012 facelift
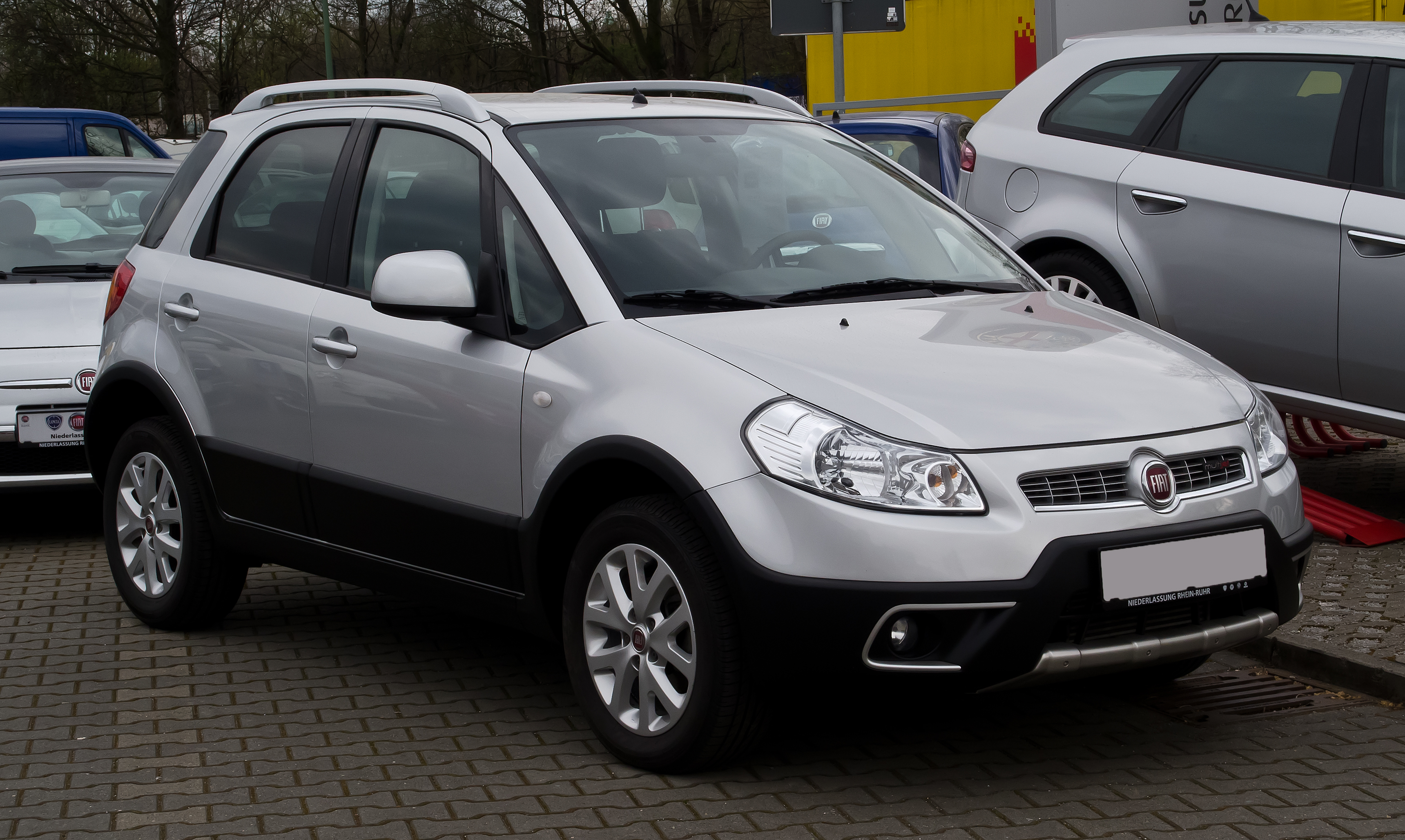
Fiat Sedici 2012 facelift